# Eleição municipal de Campina Grande em 1988
A eleição municipal de 1988 em Campina Grande, assim como nas demais cidades brasileiras, ocorreu no dia 15 de novembro de 1988 com o objetivo de eleger um prefeito, um vice-prefeito e 19 vereadores responsáveis pela administração da cidade para o mandato a se iniciar em 1° de janeiro de 1989 e com término em 31 de dezembro de 1992.
Cinco candidatos disputaram a prefeitura de Campina Grande. O então deputado federal Cássio Cunha Lima, do PMDB, e o deputado estadual e ex-prefeito Enivaldo Ribeiro, então filiado ao PDS, polarizaram a disputa, que foi decidida logo no primeiro turno. Cássio, beneficiado por uma brecha na legislação e apoiado por seu pai, o então prefeito Ronaldo Cunha Lima, foi eleito com 53.720 votos (52,38% do total), contra 41.766 de Enivaldo (40,72% das intenções de voto).
Jairo Oliveira (PT) foi o terceiro colocado, com 4.434 votos (4,32%), Edvaldo do Ó (PMB) terminou em quarto lugar, com 2.070 (2,02%) e o ex-prefeito Williams Arruda (PDT) foi o candidato menos votado, recebendo apenas 577 votos (0,56% do total). Houve ainda 18.371 votos em branco, 4.316 votos nulos e 14.088 abstenções.
Dos 19 vereadores eleitos, o mais votado foi Vitalzinho (PSB), em sua primeira eleição, com 2.496 votos. Além dele, destacaram-se o ex-vice-prefeito Antônio de Carvalho Souza (PMDB), Robson Dutra (PDS), Márcio Rocha (primeiro vereador eleito pelo PCB após a redemocratização) e o apresentador José Luiz Júnior (PMB). Nesta eleição, outra curiosidade foi a eleição dos irmãos Tota Agra (PMB) e Alberto Agra (PDS) para a Câmara Municipal. O PMDB elegeu a maior bancada (7 vereadores), seguido pelo PDS, que elegeu 5 candidatos.
Em dezembro de 1992, dois meses após a eleição que elegeria seu sucessor na prefeitura, Cássio Cunha Lima renunciou ao mandato para assumir a superintendência da SUDENE. Seu vice, Francisco "Tico" Lira, assumiu o cargo durante o mês, repassando-o ao novo chefe do executivo municipal, Félix Araújo Filho (também do PMDB e um dos 7 vereadores do partido eleitos em 1988).

## Candidatos a prefeito
|  | Nº | Candidato(a) a prefeito | Candidato(a) a prefeito                                 | Candidato(a) a vice-prefeito | Candidato(a) a vice-prefeito                    | Coligação                                                                                      |
|  | -- | ----------------------- | ------------------------------------------------------- | ---------------------------- | ----------------------------------------------- | ---------------------------------------------------------------------------------------------- |
|  | 11 |                         | Enivaldo Ribeiro (PDS) Enivaldo Ribeiro                 |                              | Dalton Gadelha Dalton Roberto Benevides Gadelha | "Coligação Trabalhista Social" - Partido Democrático Social (PDS)                              |
|  | 12 |                         | Williams Arruda (PDT) Williams de Souza Arruda          |                              | João Cabral João Silveira Cabral                | "Não disponível" - Partido Democrático Trabalhista (PDT)                                       |
|  | 13 |                         | Jairo Oliveira (PT) Jairo de Oliveira Souza             |                              | Josemir Josemir Camilo de Melo                  | "Não disponível" - Partido dos Trabalhadores (PT) - Partido Comunista do Brasil (PCdoB)        |
|  | 15 |                         | Cássio Cunha Lima (PMDB) Cássio Rodrigues da Cunha Lima |                              | Tico Lira (PMDB) Francisco Dantas Lira          | "Coligação Democrática Campinense" - Partido do Movimento Democrático Brasileiro (PMDB)        |
|  | 26 |                         | Edvaldo do Ó (PMB) Edvaldo de Souza do Ó                |                              | Álvaro Neto (PL) Álvaro Gaudêncio Neto          | "Frente Municipalista Liberal" - Partido Municipalista Brasileiro (PMB) - Partido Liberal (PL) |

## Resultados

### Prefeito
| Candidato              | Candidato                | Vice                   | 1º turno 15 de novembro de 1988 | 1º turno 15 de novembro de 1988 |
| Candidato              | Candidato                | Vice                   | Total                           | Porcentagem                     |
| ---------------------- | ------------------------ | ---------------------- | ------------------------------- | ------------------------------- |
|                        | Cássio Cunha Lima (PMDB) | Tico Lira (PMDB)       | 53.720                          | 52,38%                          |
|                        | Enivaldo Ribeiro (PDS)   | Dalton Gadelha (?)     | 41.766                          | 40,72%                          |
|                        | Jairo Oliveira (PT)      | Josemir (?)            | 4.434                           | 4,32%                           |
|                        | Edvaldo do Ó (PMB)       | Álvaro Neto (PL)       | 2.070                           | 2,02%                           |
|                        | Williams Arruda (PDT)    | João Cabral (?)        | 577                             | 0,57%                           |
| Total de votos válidos | Total de votos válidos   | Total de votos válidos | 149.439                         | 93,95%                          |
| → Votos em branco      | → Votos em branco        | → Votos em branco      | 18.371                          |                                 |
| → Votos nulos          | → Votos nulos            | → Votos nulos          | 4.316                           |                                 |
| Total de votos válidos | Total de votos válidos   | Total de votos válidos | 102.567                         |                                 |
| Total de votos         | Total de votos           | Total de votos         | 125.254                         | 100%                            |
| Abstenções             | Abstenções               | Abstenções             | 14.088                          | 10,11%                          |
| Comparecimento         | Comparecimento           | Comparecimento         | 139.342                         |                                 |

## Vereadores eleitos
| Candidato eleito          | Partido | Votação | Porcentagem | Cidade onde nasceu | Unidade federativa |
| Vitalzinho                | PSB     | 2.496   | 2,54%       | Campina Grande     | Paraíba            |
| Tota Agra                 | PMB     | 2.385   | 2,43%       | Campina Grande     | Paraíba            |
| Edvan                     | PMDB    | 2.043   | 2,08%       | Campina Grande     | Paraíba            |
| Antônio de Carvalho Souza | PMDB    | 1.971   | 2,01%       | Mamanguape         | Paraíba            |
| Robson Dutra              | PMDB    | 1.944   | 1,98%       | Campina Grande     | Paraíba            |
| Márcio Rocha              | PCB     | 1.587   | 1,62%       | Campina Grande     | Paraíba            |
| Ivam Freire               | PCdoB   | 1.579   | 1,61%       | Boqueirão          | Paraíba            |
| Pimentel Filho            | PDS     | 1.568   | 1,6%        | Campina Grande     | Paraíba            |
| Alberto Agra              | PDS     | 1.538   | 1,57%       | Campina Grande     | Paraíba            |
| Maciel Vitorino           | PMDB    | 1.521   | 1,55%       |                    |                    |
| Zé Luiz                   | PMB     | 1.388   | 1,41%       | Bezerros           | Pernambuco         |
| Ivan Batista              | PSB     | 1.327   | 1,35%       | Campina Grande     | Paraíba            |
| Félix Araújo Filho        | PMDB    | 1.318   | 1,34%       | Campina Grande     | Paraíba            |
| Lindaci Medeiros          | PMDB    | 1.288   | 1,31%       | São Mamede         | Paraíba            |
| Aloisio Barbosa           | PL      | 1.244   | 1,27%       | Campina Grande     | Paraíba            |
| Orlandino Farias          | PMDB    | 1.062   | 1,08%       | Soledade           | Paraíba            |
| Erinaldo Guedes           | PDS     | 1.047   | 1,07%       | Campina Grande     | Paraíba            |
| Fernando Cabral           | PDS     | 914     | 0,93%       | Campina Grande     | Paraíba            |
| Ary                       | PDS     | 859     | 0,88%       |                    |                    |